# Johann Joachim Faber

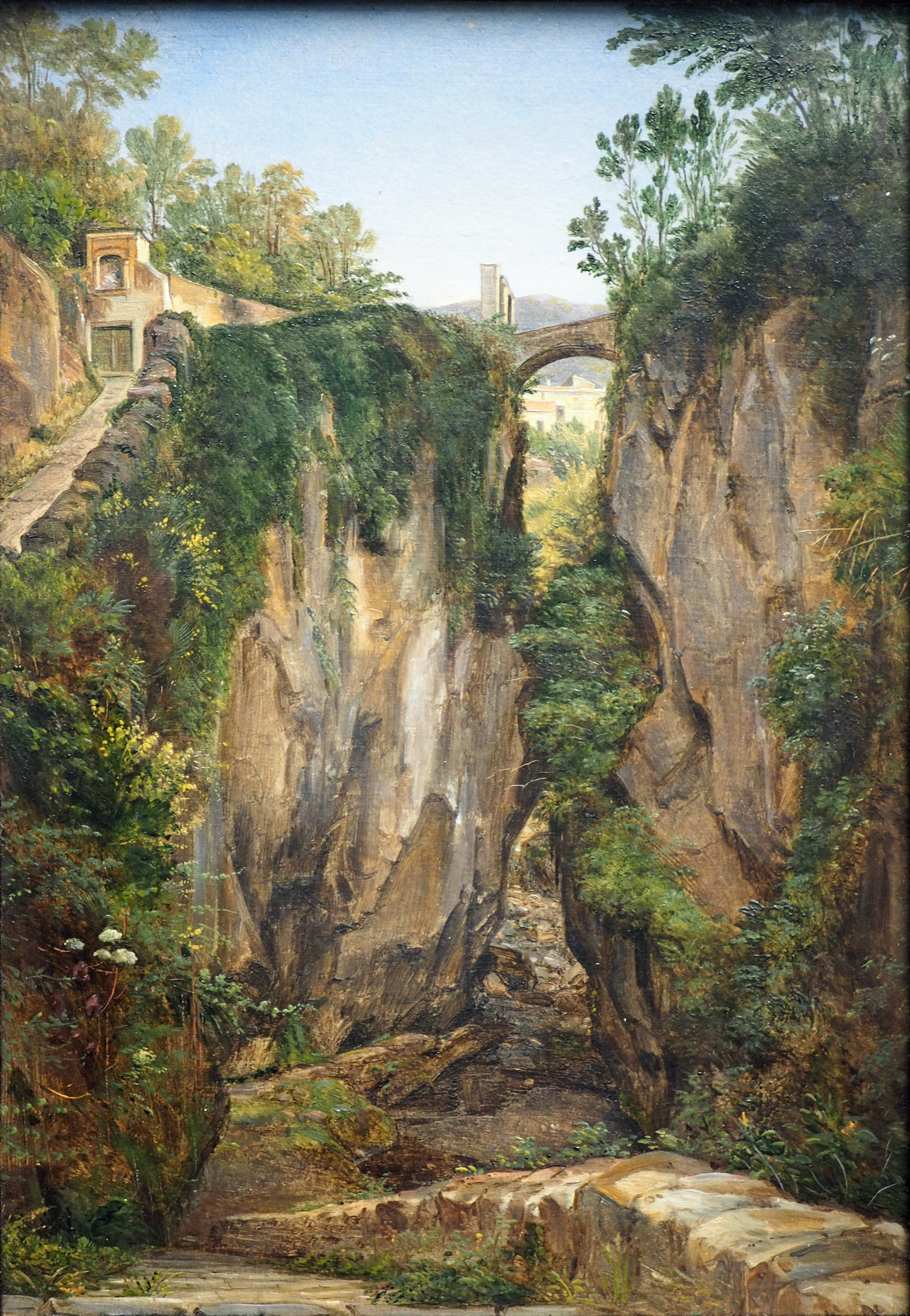
Eine Felsschlucht bei Sorrent, 1823, Hamburger Kunsthalle

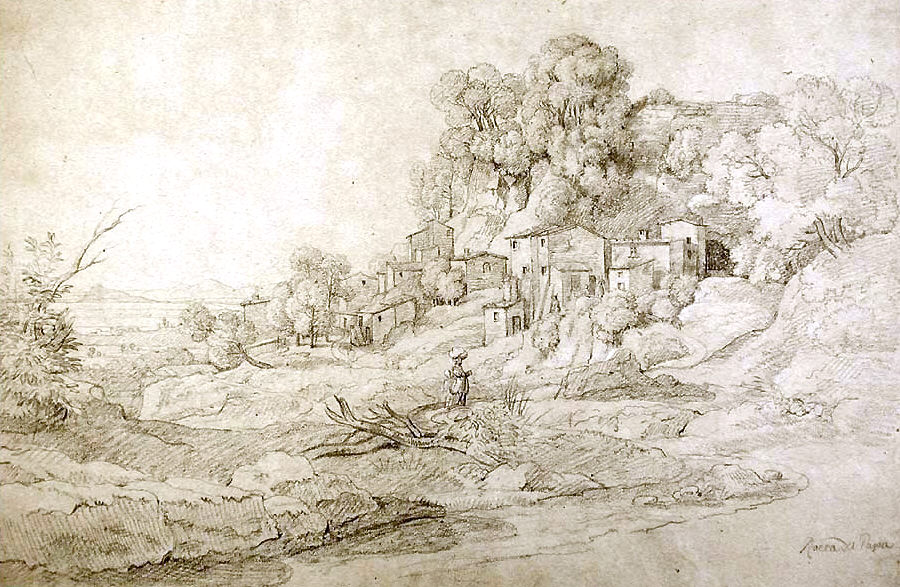
Rocca di Papa

Johann Joachim Faber (* 12. April 1778 in Hamburg; † 2. August 1846 ebenda) war ein deutscher Landschaftsmaler und Radierer.

## Leben
Für die Hamburger Katharinenkirche schuf er das Altarblatt Lasset die Kinder zu mir kommen. Gemeinsam mit Joseph Anton Koch und Johann Christian Reinhart besuchte er Italien. Zu seinen Schülern gehörte u. a. Ludwig Mecklenburg. Seine Werke befinden sich u. a. in den Sammlungen der Hamburger Kunsthalle, des Museums für Hamburgische Geschichte und der Alten Nationalgalerie in Berlin.

## Ausstellungen (Auswahl)
- 2019: Hamburger Schule – Das 19. Jahrhundert neu entdeckt (12. April bis 14. Juli), Hamburger Kunsthalle